# Pannonië
Pannonië (Latijn: Pannonia) was een Romeinse provincie. Het gebied werd aan de westkant door de Alpen en langs de noord- en oostkant door de Donau begrensd. Het komt ongeveer overeen met het huidige West-Hongarije (Transdanubië), plus Burgenland in Oostenrijk en de streek tussen de Drava en de Sava (Slavonië in Kroatië, Vojvodina in Servië, plus aangrenzende gebieden in Slovenië). Later, na de Romeinse tijd, is de aanduiding Pannonië ook gebruikt voor een veel groter gebied, zoals in Pannonische vlakte.

## Geschiedenis

### Romeinse verovering
Het gebied is genoemd naar de Pannoniërs (Pannonii), een Illyrisch volk, dat in meer of mindere mate Keltische invloeden heeft ondergaan. Er woonden namelijk sinds de 4e eeuw v.Chr. ook Keltische stammen in het gebied. Het zuidwesten was sinds de 2e eeuw onderdeel van de Romeinse invloedssfeer, later provincie, Illyricum. Octavianus trok in 35 v.Chr. op tegen de Pannoniërs en veroverde het al in 19 v.Chr. bezette Sisak (Siscia), waar hij een garnizoen achterliet. Van 16 tot 14 v.Chr. was er strijd door de Pannonische invasie van Istria. Door Marcus Vipsanius Agrippa en Marcus Vinicius in 13 v.Chr. en na Agrippa’s dood (12 v.Chr.) door Tiberius, die een opstand van de Breuci neerslaat, werd het Romeins gezag uitgebreid tot aan de Donau (Danuvius). Het deel ten noorden van de Drava lijkt het Romeinse gezag zonder echte strijd te hebben aanvaard. Waarschijnlijk uit angst voor de Daciërs (Dacii), die wat verder in het oosten waren gevestigd.
Na de grote Pannonische Opstand (6-9 n.Chr.) van de Daesitiates in 6 n.Chr., onder twee leiders die beiden Bato als naam hadden, en gesteund door de Breuci, werd Illyricum in 9 n.Chr. verdeeld in de latere provinciae Pannonia en Dalmatia, die werden beheerd door een legatus Augustus pro praetore van consulaire stand. Na de opstand waren er niet minder dan zeven legioenen aanwezig in Illyricum; dit vond Augustus gevaarlijk aangezien een gouverneur dan direct controle had over 28.000 man elitetroepen. Daarom werd het noordelijk deel van Illyricum afgescheiden onder de naam Pannonia, het zuiden heette voortaan Dalmatia. Ten westen van Pannonia lag de provincie Noricum.

### Pannonia gesplitst

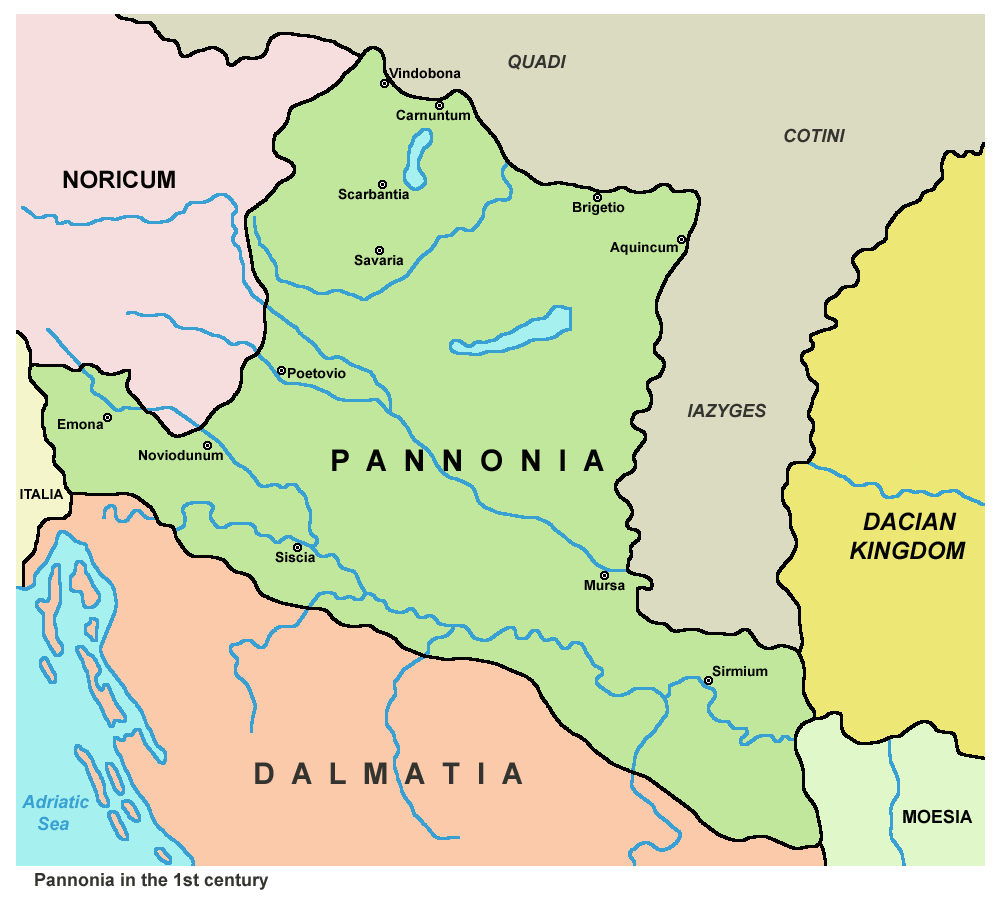

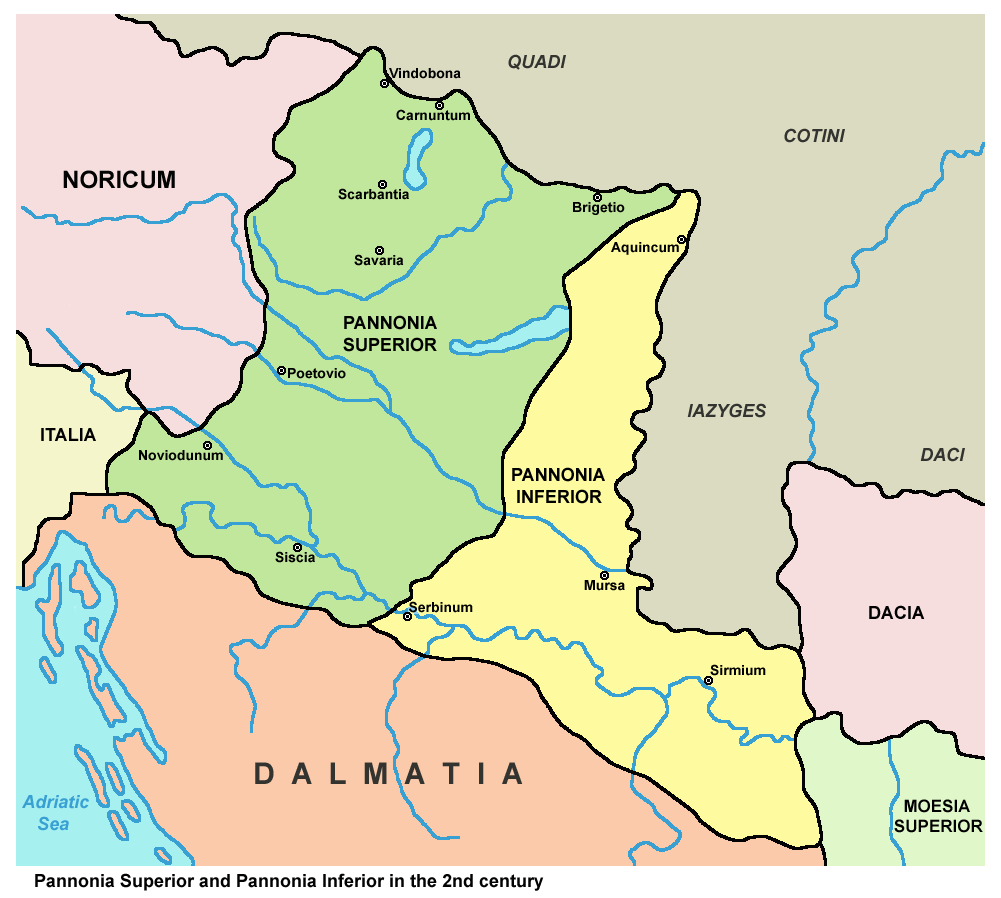
Pannonia Superior - Pannonia Inferior

Pannonia bleek een waardevolle provincie te zijn: het lag midden op de belangrijke handelsroute die langs de Donau liep en zo de Zwarte Zee met Gallië verbond. Tussen het jaar 102 en 107 (tussen de eerste en de tweede Dacische Oorlog) splitste Trajanus de provincie opnieuw in twee delen. Pannonia superior (westelijk deel) en Pannonia inferior (het oostelijk gedeelte). De hoofdsteden waren Carnuntum resp. Aquincum.
Volgens Ptolemeus werd de deling heel strikt gedaan: er werd een lijn tussen Arrabona (het huidige Győr) en Servitium (Gradiška) getrokken. Later verplaatste men die lijn verder naar het oosten, waarmee Pannonia superior groter werd. De Romeinen bleven het gebied echter vaak als geheel zien en noemden het soms dan ook Pannonia's of Pannoniae (in het Latijn is de uitgang -ae het meervoud van de uitgang -a).
Pannonia superior had een legaat die door de Senaat werd gekozen en had drie legioenen ter beschikking om de grenzen te verdedigen. Pannonia inferior had eerst een door de keizer benoemde legaat met één legioen. Later, onder Marcus Aurelius kreeg Pannonia inferior eveneens een door de Senaat verkozen legaat.

### Verdere opdeling
Eind 3e eeuw verdeelde Diocletianus elk van beide provincies nog eens in tweeën: het originele Pannonia viel dus uiteen in vier delen:
- Pannonia Prima in het noordwesten, met als hoofdstad Savaria (Szombathely),
- Pannonia Valeria in het noordoosten, met als hoofdstad Sopianae (Pécs),
- Pannonia Savia in het zuidwesten, met als hoofdstad Siscia (Sisak),
- Pannonia Secunda in het zuidoosten, met als hoofdstad Sirmium (Sremska Mitrovica).

Bovendien werden delen van het huidige Slovenië bij Noricum gevoegd.
De dux van Pannonia Prima voerde in de vierde eeuw het bevel over acht legioencommandanten, zes cohorte-oversten, en drie commandanten van riviervloten. Zijn cavalerie bestond uit twee cunei, en nog veertien andere korpsen. In die tijd bestonden een legioen uit ongeveer 1000 man infanterie.
De dux van Pannonia Valeria, had eveneens grote troepenafdelingen onder zijn bevel. Acht legioenen, zes cohorten, vijf auxilia, en een vloot. Zijn cavalerie was zijn belangrijkste krijgsmacht, vijf cunei en zeventien korpsen equites .
De dux van Pannonia Savia en Secunda ten slotte beschikte over vijf legioenen, vier cohorten, vijf auxilia en vier vloten. Zijn cavalerie bestond uit een ala, zes cunei en elf korpsen equites.
Pannonia kwam bij de splitsing van het Romeinse Rijk in een westelijk en oostelijk deel bij het westen terecht.

### Het einde van de Romeinse tijd
Vanaf de 4de eeuw kreeg de regio te maken met invallen van Germaanse volken. In 340 kregen de Vandaalse Asdingen toestemming om zich binnen het Romeinse Rijk te vestigen. Zij kregen als foederati van de Romeinen land toegewezen in Pannonië en verbleven daar totdat zij omstreeks 400 in opstand kwamen. De Romeinse Generaal Stilicho voerde campagne tegen de Vandalen en verdreef hen uit Pannonië.
Bij de invallen door Hunnen in het begin van de 5de eeuw werd Pannonië door keizer Theodosius II afgestaan (433). Na de dood van hun leider, Attila in 453, namen de Ostrogoten (onder leiding van Theodorik) het gebied over, samen met de Gepiden en de Longobarden.
Maar daarbij eindigde de reeks van invallen niet. De Avaren, een van oorsprong gemengd, vooral Turks-Mongools nomadenvolk, bezette vanaf 568 Pannonië en de Hongaarse laagvlakte ten oosten van de Donau, en stichtten er het Avaarse Rijk. Vanaf 895 werd dit gebied overgenomen door de Hongaren.

## Steden, rivieren
De oorspronkelijke leefgemeenschappen bestonden uit pagi (gouwen), die bestonden uit vici (dorpen).
De steden zijn allemaal Romeins van oorsprong. Deze waren:
- Acumincum (Stari Slankamen)
- Alba Regia (Székesfehérvár)
- Aquincum (Óbuda bij Boedapest)
- Arrabona (Győr)
- Bononia (Banoštor)
- Carnuntum (Petronell-Carnuntum)
- Cibalae (Vinkovci)
- Cusum (Petrovaradin)
- Gorsium-Herculia (Tác)
- Marsonia (Slavonski Brod)
- Mursia (Osijek)
- Savaria (Szombathely)
- Scarbantia (Sopron)
- Serbinum (Gradiška)
- Sirmium (Sremska Mitrovica)
- Siscia (Sisak)
- Solva (Esztergom)
- Sopianae (Pécs)
- Taurunum (Zemun bij Belgrado)
- Vindobona (Wenen)

De belangrijkste rivieren die Pannonia doorkruisten waren de Dravus, de Savus en de Arrabo, buiten de Danuvius. De drie eerstgenoemden monden hierin uit.

## Economie
Het gebied was betrekkelijk productief, vooral nadat Probus en Galerius de grote bossen hadden laten omkappen. Terwijl eerst hout het belangrijkste exportproduct van Pannonië was, werd er later veel haver en mout geproduceerd. Hiervan brouwden de inwoners een soort bier, dat Sabaea genoemd werd. Wijn en olijven werden hier niet of weinig verbouwd. Pannonia was ook zeer bekend om zijn jachthonden. Hoewel niets vermeld wordt over de minerale rijkdom, is het waarschijnlijk dat er in Pannonia enkele rijke ijzer- en zilvermijnen aanwezig waren.